# Білорусь на пісенному конкурсі Євробачення
Білорусь брала участь у Пісенному конкурсі «Євробачення» 16 разів, починаючи з 2004 року. Першими, хто представляв країну на конкурсі, стали Олександра та Костянтин з піснею «My Galileo», які посіли 19-е місце у півфіналі та не пройшли до фіналу. У 2007 році Білорусь вперше потрапила до фіналу, де Дмитро Колдун зайняв 6-е місце з піснею «Work Your Magic» та отримав 145 балів. На сьогодні це найкращий результат країни на конкурсі. У 2017 році гурт NaviBand зайняв 17-е місце з піснею «Гісторыя майго жыцця», яка стала першою білоруськомовною піснею в історії Євробачення.

## Історія участі

### 2004–2009
Білорусь дебютувала на Пісенному конкурсі «Євробачення» у 2004 році. Першими, хто представляв країну на конкурсі, стали Олександра та Костянтин з піснею «My Galileo», які зайняли 19-е місце з 10 балами у півфіналі та не пройшли до фіналу. У 2005 та 2006 роках Білорусі також не вдавалося кваліфікуватися до фіналу. 
У 2007 році країну представляв Дмитро Колдун з піснею «Work Your Magic». Він став першим представником Білорусі, який потрапив до фіналу Євробачення, посівши 4-е місце у півфіналі. У фіналі співак зайняв 6-е місце та отримав 145 балів. На сьогодні це найкращий результат країни на конкурсі. 
У 2008 році Руслан Алехно з піснею «Hasta la Vista» фінішував 17-им у другому півфіналі та не пройшов до фіналу. У першому півфіналі конкурсу 2009 року Петро Єлфімов з піснею «Eyes That Never Lie» посів 13-е місце з 25 балами, що також не дозволило країні кваліфікуватися до фіналу.

### 2010–2020
Для конкурсу 2010 року Білорусь вперше з моменту свого дебюту провела внутрішній відбір, обравши гурт «3+2» представниками країни. У першому півфіналі їхня пісня «Butterflies» зайняла 9-е місце та отримала 59 балів. Таким чином, Білорусь вдруге потрапила до фіналу, де фінішувала 24-ою з 18 балами.
Протягом наступних двох років Білорусі не вдавалося пройти до фіналу, проте у 2013 та 2014 роках країна двічі поспіль виступала у фіналі. Альона Ланська з піснею «Solayoh» та Тео з піснею «Cheesecake» посіли 16-е місце, отримавши 48 та 43 бали відповідно.
У 2017 році NaviBand представляли Білорусь із піснею «Гісторыя майго жыцця», яка стала першою білоруськомовною піснею в історії Євробачення. У фіналі гурт зайняв 17-е місце та отримав 83 бали. 
У 2018 році Білорусь представляв український співак Alekseev з піснею «Forever», який фінішував 16-им у першому півфіналі з 65 балами, тим самим не пройшовши до фіналу.
У 2019 році ZENA з піснею «Like It» посіла 24-е місце та отримала 31 бал у фіналі. У 2020 році Білорусь мав представляти дует VAL з піснею «Да відна», однак через пандемію COVID-19 конкурс скасували.

### Дискваліфікація та виключення Білорусі з Європейської Мовної Спілки
У березні 2021 країна була дискваліфікована з конкурсу через політичний підтекст у пісні «Я научу тебя» у виконанні гурту «Галасы ЗМеста», тим самим Білорусь вперше з 2004 року не брала участь у Євробаченні. В червні 2022 року керівник БТРК Ігор Ейсмонт визнав, що ця пісня була присвячена Європейському Союзу.
28 травня 2021 року Європейська Мовна Спілка оголосила про позбавлення членства Белтелерадіокомпанії в організації через питання щодо прав людини в країні на тлі поточного переслідування опозиції. 30 червня 2021 року Белтелерадіокомпанію виключили з ЄМС. Згодом було заявлено, що виключення триватиме три роки, однак наприкінці квітня 2024 року (за місяць до закінчення терміну) ЄМС оголосила, що «немає жодних причин змінювати свою позицію щодо поточний час», таким чином роблячи призупинення безстроковим.

## Учасники Євробачення від Білорусі
Умовні позначення
     Переможець
     Друге місце
     Третє місце
     Четверте місце
     П'яте місце
     Останнє місце
     Автоматичний фіналіст
     Не пройшла до фіналу
     Участь скасовано
     Не брала участі
| 2004 | Стамбул     | Олександра та Костянтин | «My Galileo»           | англійська | Мій Галілей                | Не вдалося кваліфікуватися       | Не вдалося кваліфікуватися       | 19-е                             | 10                               |                                  |                                  |                                  |                                  |
| 2005 | Київ        | Анжеліка Агурбаш        | «Love Me Tonight»      | англійська | Кохай мене вночі           | Не вдалося кваліфікуватися       | Не вдалося кваліфікуватися       | 13-е                             | 67                               |                                  |                                  |                                  |                                  |
| 2006 | Афіни       | Поліна Смолова          | «Mum»                  | англійська | Мама                       | Не вдалося кваліфікуватися       | Не вдалося кваліфікуватися       | 22-е                             | 10                               |                                  |                                  |                                  |                                  |
| 2007 | Гельсінкі   | Дмитро Колдун           | «Work Your Magic»      | англійська | Чаруй власноруч            | 6-е                              | 145                              | 4-е                              | 176                              |                                  |                                  |                                  |                                  |
| 2008 | Белград     | Руслан Алехно           | «Hasta la Vista»       | англійська | До побачення               | Не вдалося кваліфікуватися       | Не вдалося кваліфікуватися       | 17-е                             | 27                               |                                  |                                  |                                  |                                  |
| 2009 | Москва      | Петро Єлфімов           | «Eyes That Never Lie»  | англійська | Очі, які ніколи не брешуть | Не вдалося кваліфікуватися       | Не вдалося кваліфікуватися       | 13-е                             | 25                               |                                  |                                  |                                  |                                  |
| 2010 | Осло        | «3+2» та Роберт Велс    | «Butterflies»          | англійська | Метелики                   | 24-е                             | 18                               | 9-е                              | 59                               |                                  |                                  |                                  |                                  |
| 2011 | Дюссельдорф | Анастасія Віннікова     | «I Love Belarus»       | англійська | Я люблю Білорусь           | Не вдалося кваліфікуватися       | Не вдалося кваліфікуватися       | 14-е                             | 45                               |                                  |                                  |                                  |                                  |
| 2012 | Баку        | Litesound               | «We Are the Heroes»    | англійська | Ми — герої                 | Не вдалося кваліфікуватися       | Не вдалося кваліфікуватися       | 16-е                             | 35                               |                                  |                                  |                                  |                                  |
| 2013 | Мальме      | Альона Ланська          | «Solayoh»              | англійська | -                          | 16-е                             | 48                               | 7-е                              | 64                               |                                  |                                  |                                  |                                  |
| 2014 | Копенгаген  | Teo                     | «Cheesecake»           | англійська | Сирний пиріг               | 16-е                             | 43                               | 5-е                              | 87                               |                                  |                                  |                                  |                                  |
| 2015 | Відень      | Юзарі та Маймуна        | «Time»                 | англійська | Час                        | Не вдалося кваліфікуватися       | Не вдалося кваліфікуватися       | 12-е                             | 39                               |                                  |                                  |                                  |                                  |
| 2016 | Стокгольм   | Ivan                    | «Help You Fly»         | англійська | Допомагаю тобі літати      | Не вдалося кваліфікуватися       | Не вдалося кваліфікуватися       | 12-е                             | 84                               |                                  |                                  |                                  |                                  |
| 2017 | Київ        | NaviBand                | «Гісторыя майго жыцця» | білоруська | Історія мого життя         | 17-е                             | 83                               | 9-е                              | 110                              |                                  |                                  |                                  |                                  |
| 2018 | Лісабон     | Alekseev                | «Forever»              | англійська | Назавжди                   | Не вдалося кваліфікуватися       | Не вдалося кваліфікуватися       | 16-е                             | 65                               |                                  |                                  |                                  |                                  |
| 2019 | Тель-Авів   | ZENA                    | «Like It»              | англійська | Люблю це                   | 24-е                             | 31                               | 10-е                             | 122                              |                                  |                                  |                                  |                                  |
| 2020 | Роттердам   | VAL                     | «Да відна»             | білоруська | Бути побаченим             | Конкурс скасовано через COVID-19 | Конкурс скасовано через COVID-19 | Конкурс скасовано через COVID-19 | Конкурс скасовано через COVID-19 | Конкурс скасовано через COVID-19 | Конкурс скасовано через COVID-19 | Конкурс скасовано через COVID-19 | Конкурс скасовано через COVID-19 |
| 2021 | Роттердам   | Галасы ЗМеста           | «Я научу тебя»         | російська  | Я навчу тебе               | Дискваліфіковано                 | Дискваліфіковано                 | Дискваліфіковано                 | Дискваліфіковано                 |                                  |                                  |                                  |                                  |

## Білоруси на Євробаченні як представники інших країн
| Рік  | Місце проведення | Виконавець         | Пісня                         | Мова       | Переклад                     | Країна   | Фінал | Фінал | Півфінал               | Півфінал               |
| Рік  | Місце проведення | Виконавець         | Пісня                         | Мова       | Переклад                     | Країна   | Місце | Бали  | Місце                  | Бали                   |
| ---- | ---------------- | ------------------ | ----------------------------- | ---------- | ---------------------------- | -------- | ----- | ----- | ---------------------- | ---------------------- |
| 2005 | Київ             | Наталія Подольська | «Nobody Hurt No One»          | англійська | Ніхто нікому не завдав шкоди | Росія    | 15-е  | 57    | Топ-12 у минулому році | Топ-12 у минулому році |
| 2009 | Москва           | Олександр Рибак    | «Fairytale»                   | англійська | Казка                        | Норвегія | 1-е   | 387   | 1-е                    | 201                    |
| 2018 | Лісабон          | Олександр Рибак    | «That's How You Write a Song» | англійська | Так пишуться пісні           | Норвегія | 15-е  | 144   | 1-е                    | 266                    |

## Пов'язана участь

### Глави делегації
Кожен мовник, який бере участь у Пісенному конкурсі «Євробачення», призначає голову делегації як контактну особу ЄМС та голову своєї делегації на заході. До складу делегації, чиї розміри можуть сильно відрізнятися, входять керівник преси, виконавці, автори пісень, композитори, бек-вокалісти тощо.
| Рік       | Глава делегації      |
| --------- | -------------------- |
| 2009–2011 | Олександр Мартиненко |
| 2012–2016 | Марат Марков         |
| 2017–2019 | Ольга Саламаха       |

### Коментатори та речники
| Рік       | Канал                     | Коментатор                        | Речник(-ця)                         |
| --------- | ------------------------- | --------------------------------- | ----------------------------------- |
| 2002      | Невідомо                  | Невідомо                          | Не брали участь                     |
| 2003      | Білорусь 1                | Олесь Кругляков, Тетяна Якушева   | Не брали участь                     |
| 2004      | Невідомо                  | Олесь Кругляков, Денис Дудинський | Денис Кур'ян                        |
| 2005      | Білорусь 1                | Олесь Кругляков                   | Олена Пономарьова                   |
| 2006      | Невідомо                  | Денис Дудинський                  | Корріанна                           |
| 2007      | Невідомо                  | Денис Кур'ян, Олександр Тиханович | Юліана                              |
| 2008      | Білорусь 1, Білорусь-24   | Денис Кур'ян                      | Ольга Барабанщикова                 |
| 2009      | Білорусь 1                | Денис Кур'ян, Олександр Тиханович | Катерина Литвинова                  |
| 2010      | Білорусь 1                | Денис Кур'ян                      | Олексій Гришин                      |
| 2011      | Білорусь 1                | Денис Кур'ян                      | Лейла Ісмаїлова                     |
| 2012      | Білорусь 1                | Денис Кур'ян                      | Дмитро Колдун                       |
| 2013      | Білорусь 1, Білорусь-24   | Євген Перлін                      | Дар'я Домрачева                     |
| 2014      | Білорусь 1, Білорусь-24   | Євген Перлін                      | Альона Ланська                      |
| 2015      | Білорусь 1, Білорусь-24   | Євген Перлін                      | Teo                                 |
| 2016      | Білорусь 1, Білорусь-24   | Євген Перлін                      | Юзарі                               |
| 2017      | Білорусь 1, Білорусь-24   | Євген Перлін                      | Альона Ланська                      |
| 2018      | Білорусь 1, Білорусь-24   | Євген Перлін                      | NaviBand                            |
| 2019      | Білорусь 1, Білорусь-24   | Євген Перлін                      | Марія Василевич                     |
| 2020      | Білорусь 1, Білорусь-24   | Євген Перлін                      | Не оголошено до скасування конкурсу |
| 2021–2024 | Відсторонено від мовлення | Відсторонено від мовлення         | Не брали участь                     |

#### Інші шоу
| Шоу                                | Коментатор(и) | Канал                   | Прим. |
| ---------------------------------- | ------------- | ----------------------- | ----- |
| Євробачення: Європо, запали світло | Євген Перлін  | Білорусь 1, Білорусь-24 | [ 5 ] |

## Галерея

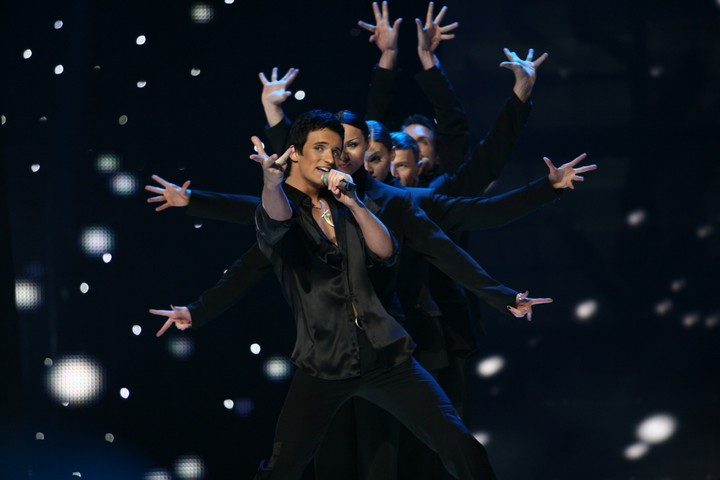
Дмитро Колдун у Гельсінкі (2007)
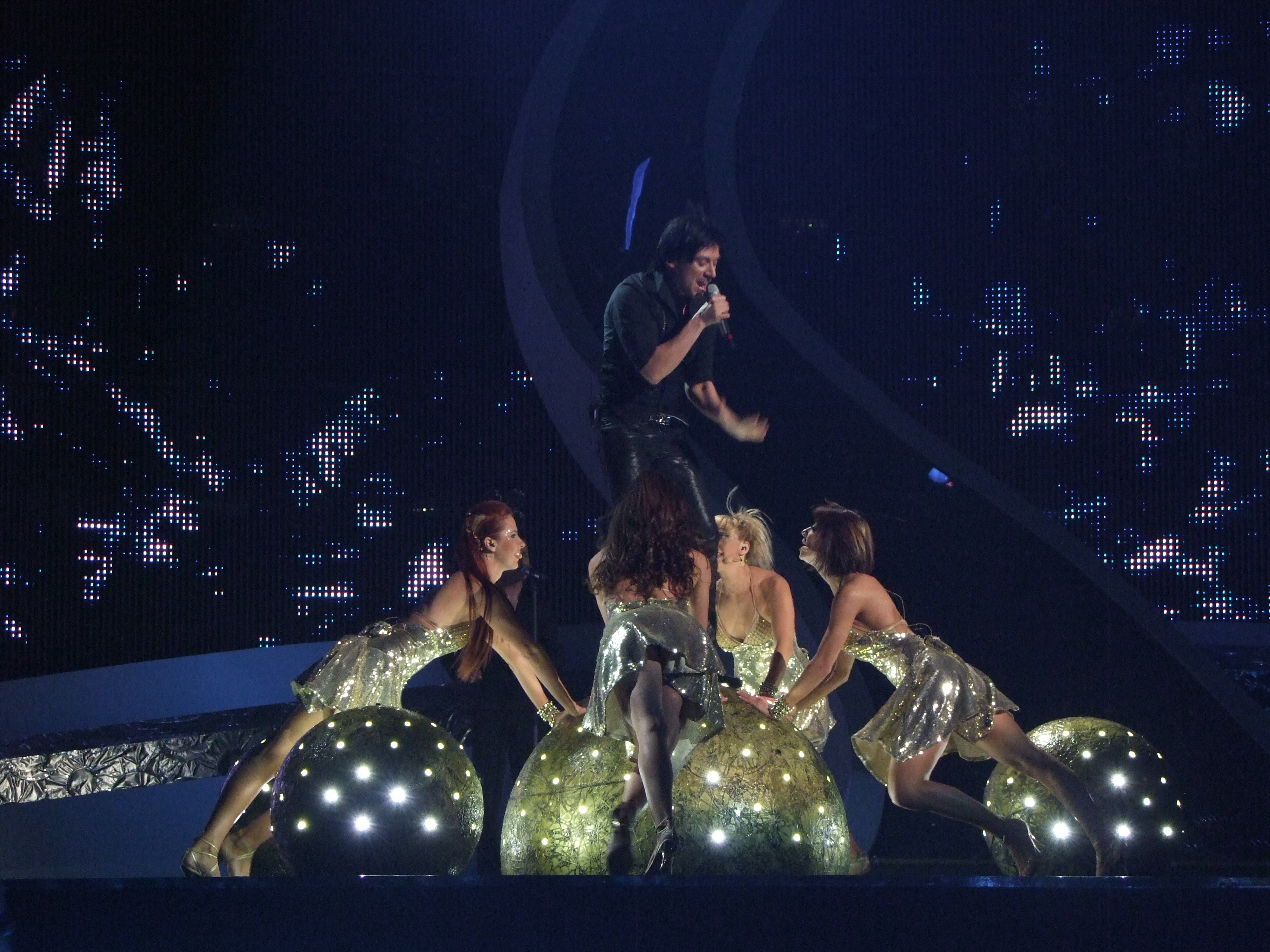
Руслан Алехно у Белграді (2008)
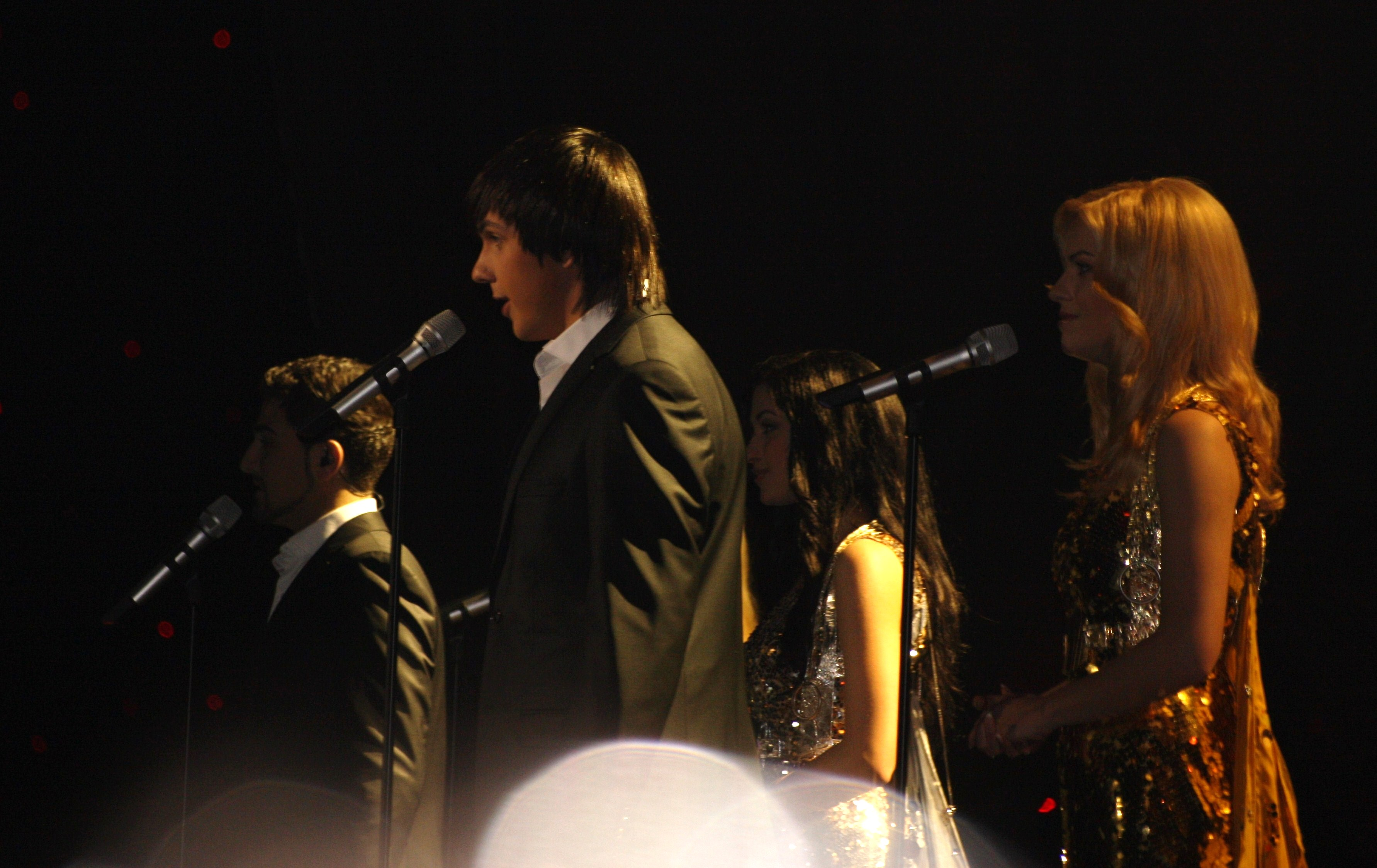
3+2 в Осло (2010)
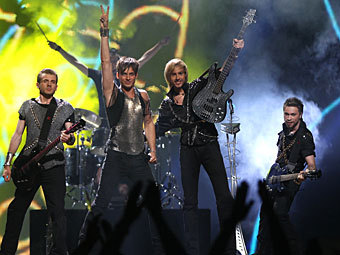
Litesound у Баку (2012)
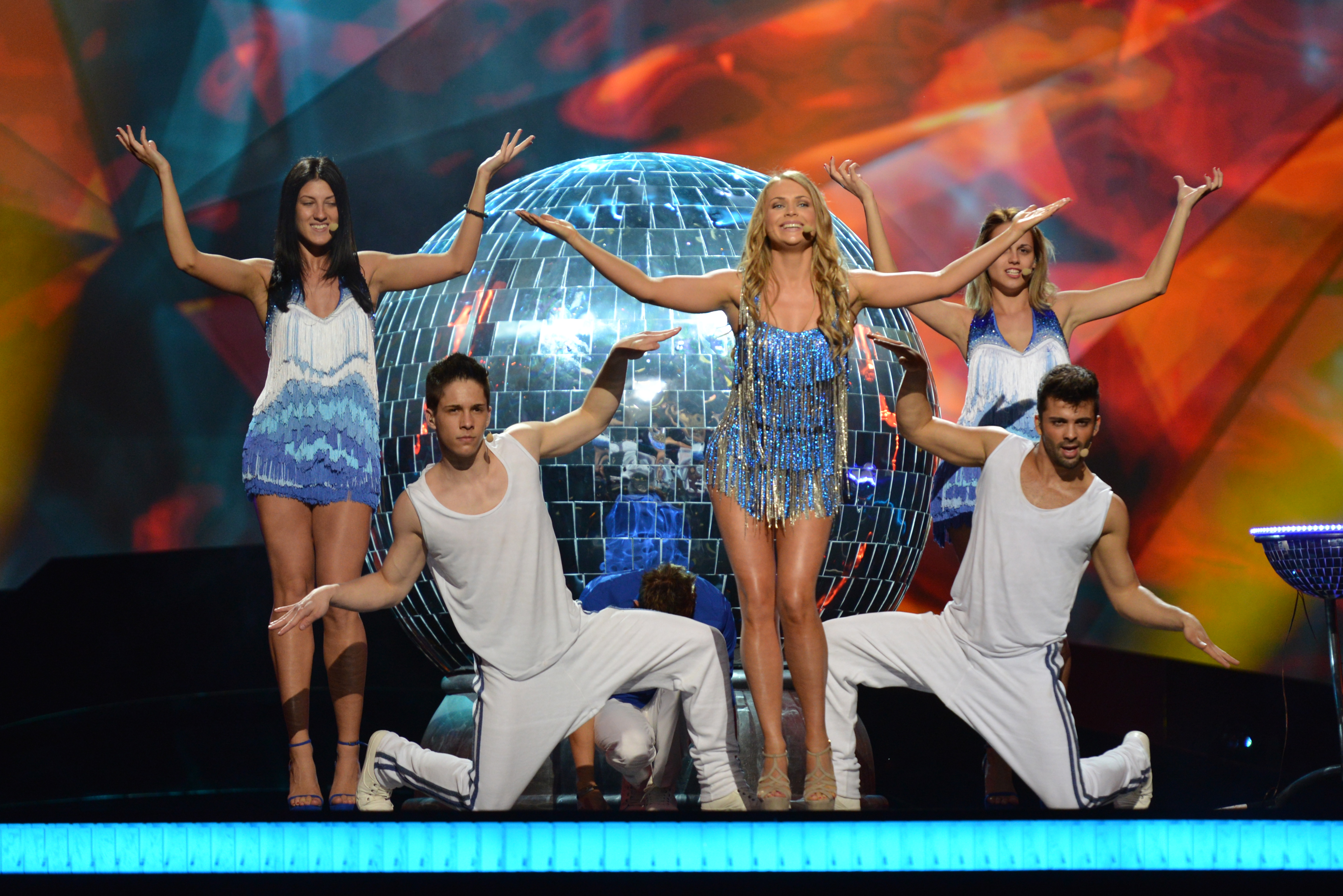
Альона Ланська в Мальме (2013)
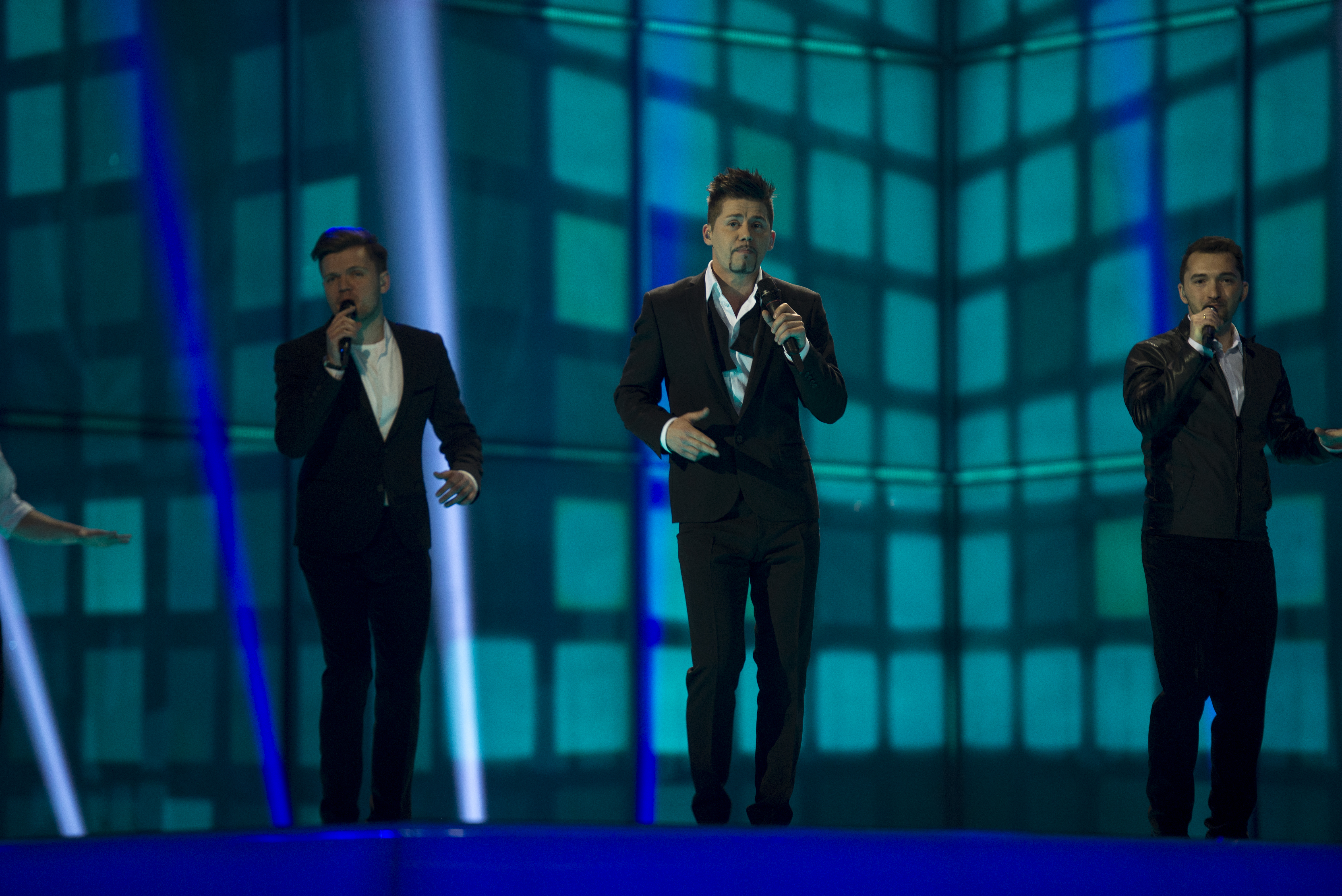
TEO у Копенгагені (2014)
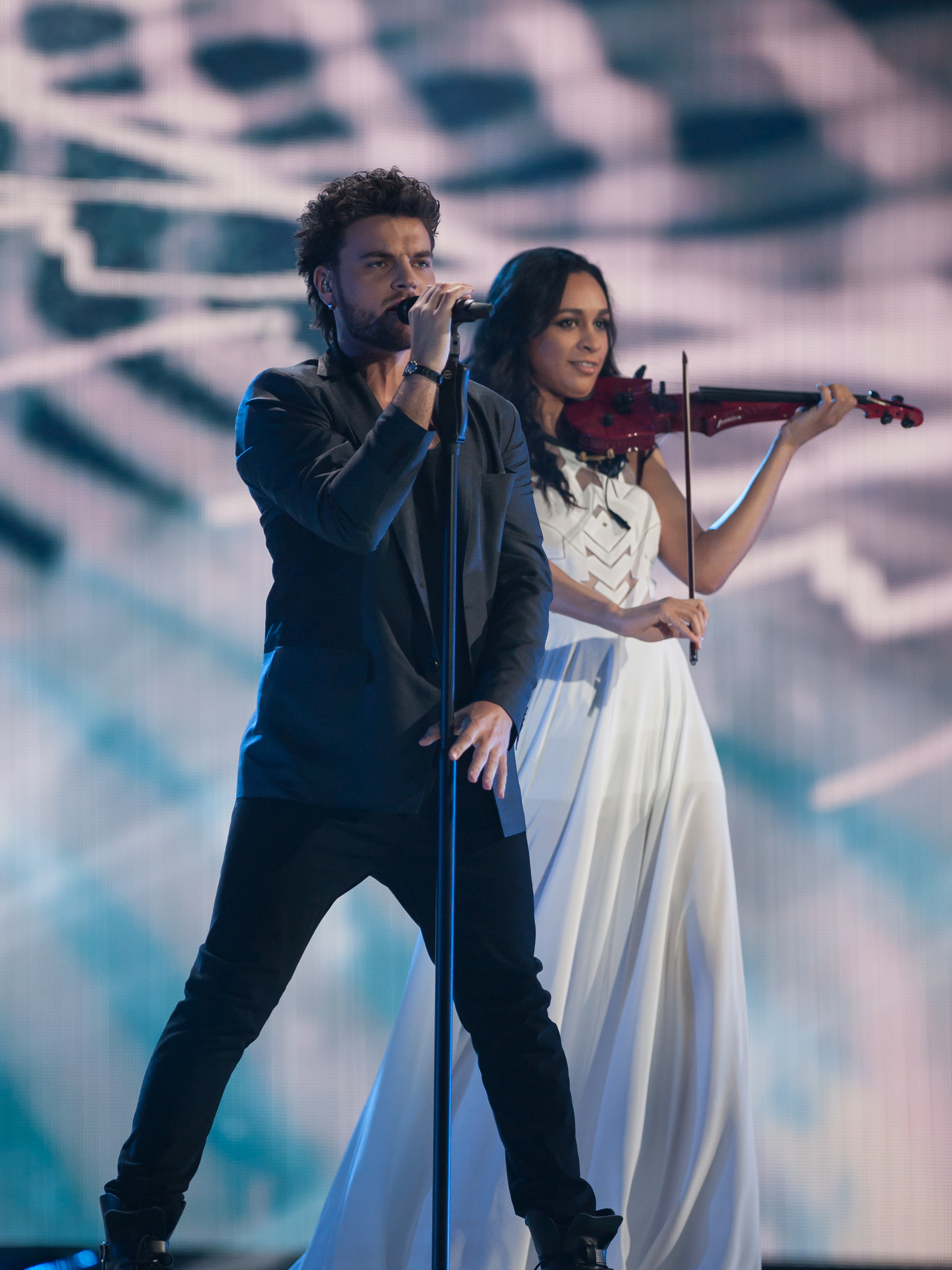
Юзарі та Маймуна у Відні (2015)
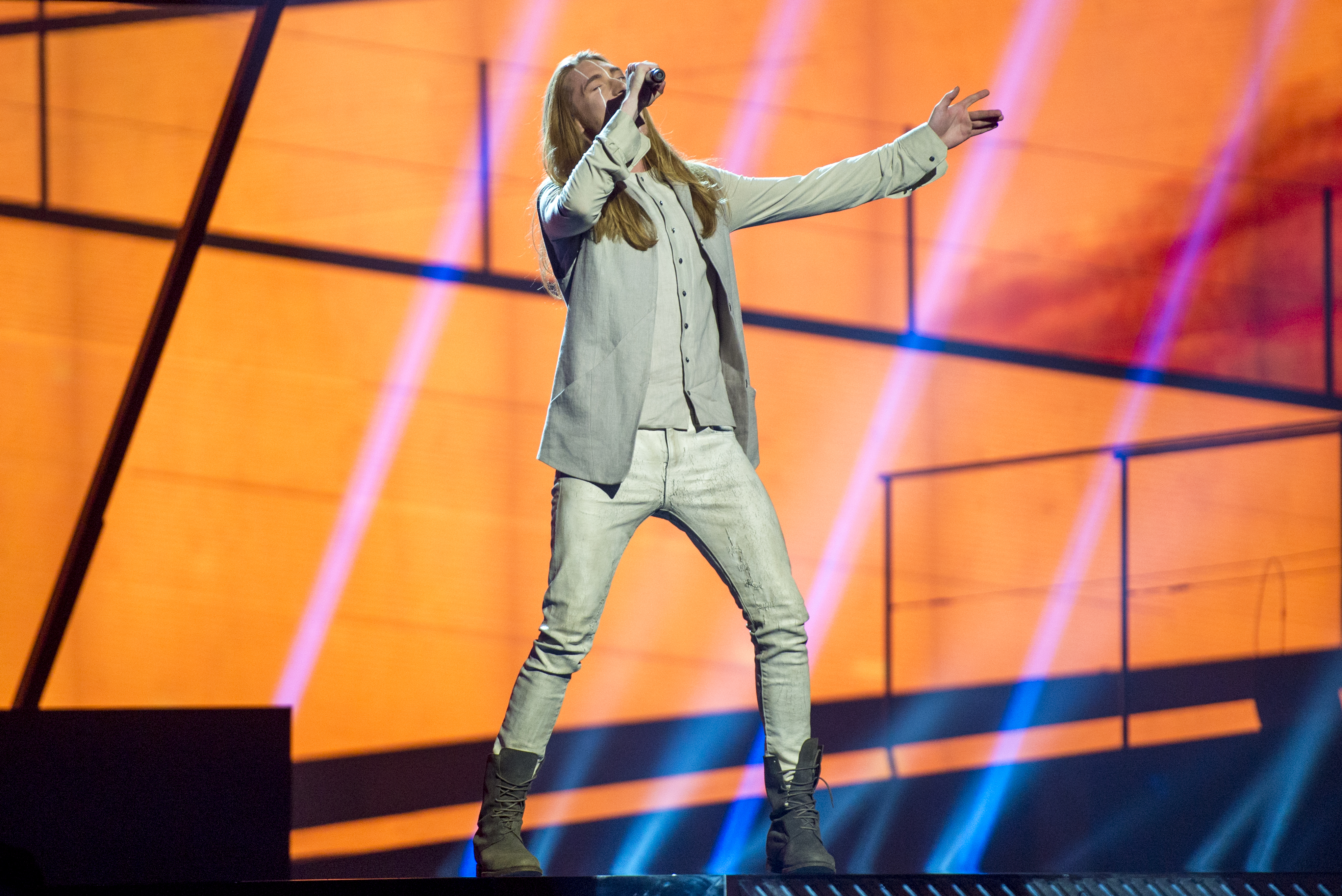
IVAN у Стокгольмі (2016)
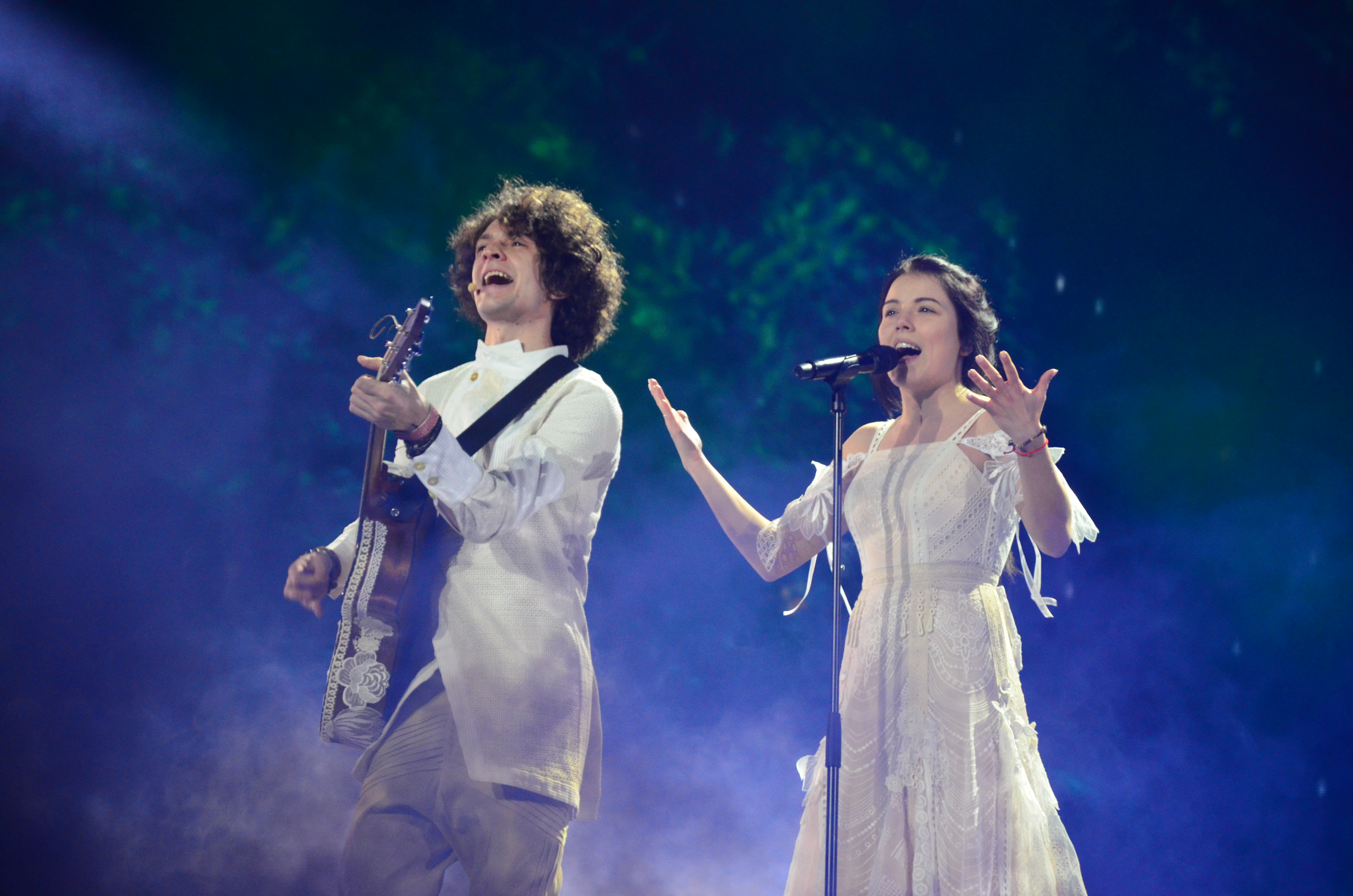
NaviBand у Києві (2017)
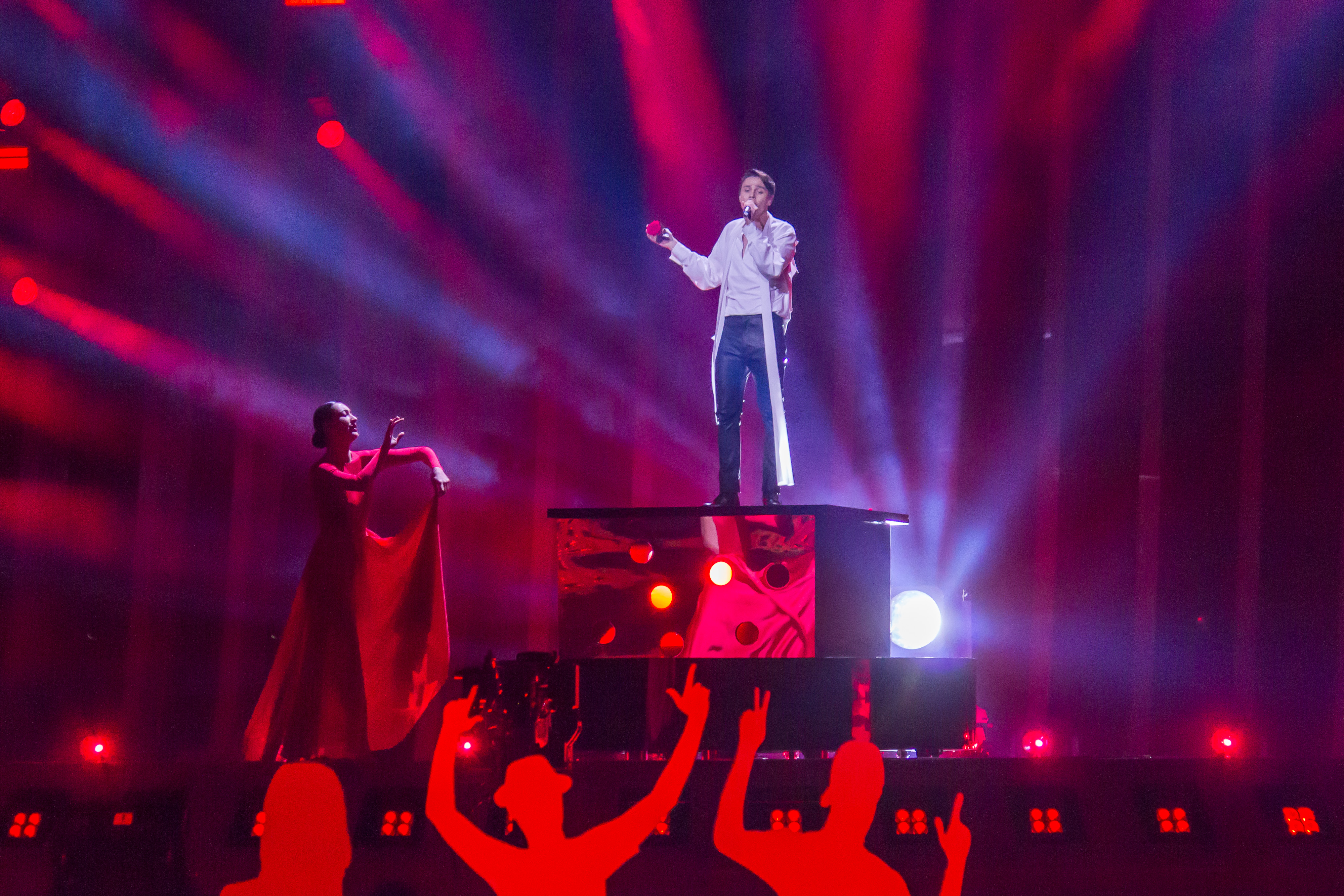
Alekseev у Лісабоні (2018)
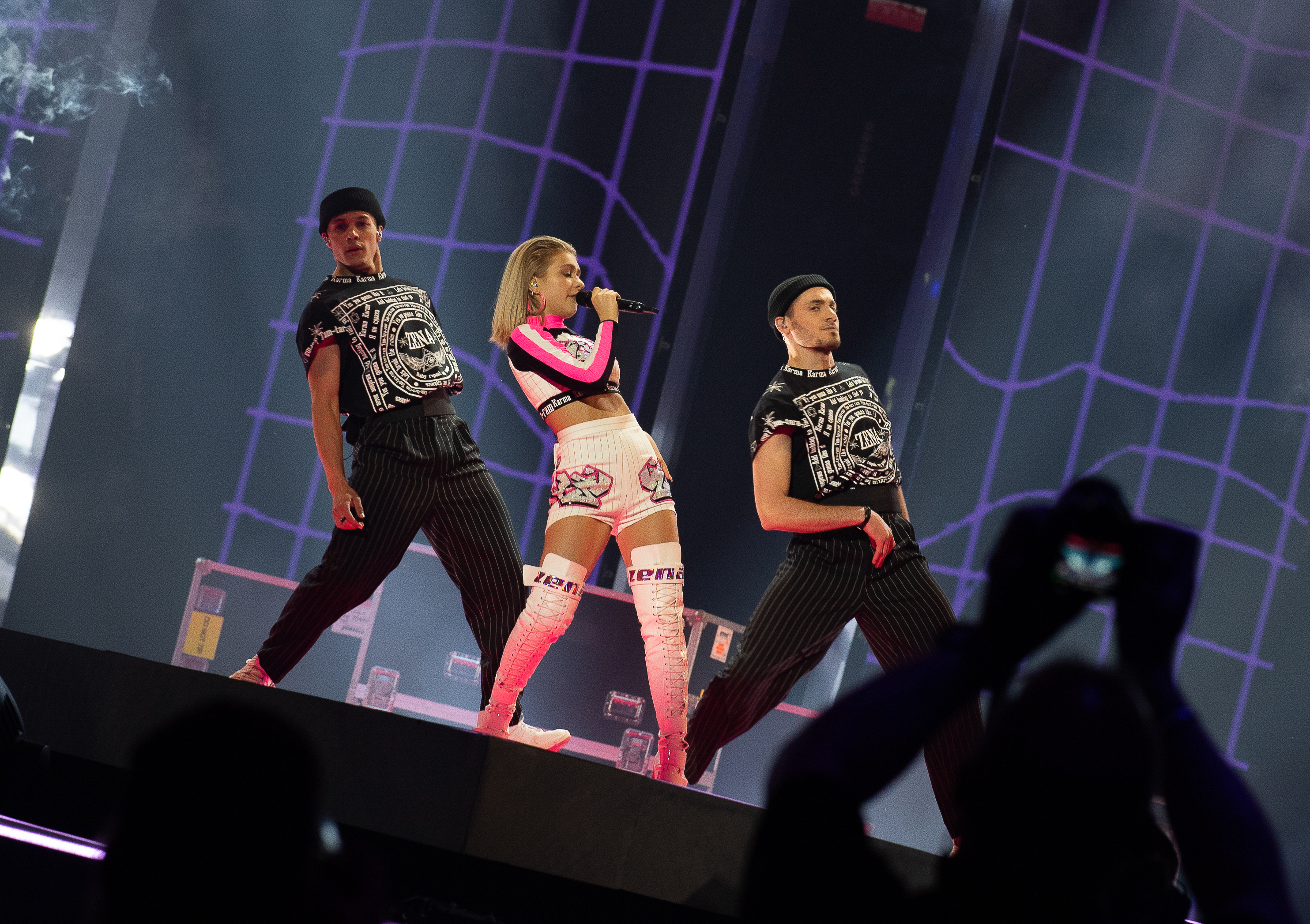
ZENA у Тель-Авіві (2019)

## Статистика голосувань (2004–2019)
| № | Дано     | Дано | Отримано | Отримано |
| № | Країни   | Бали | Країни   | Бали     |
| - | -------- | ---- | -------- | -------- |
| 1 | Україна  | 215  | Україна  | 155      |
| 2 | Росія    | 212  | Росія    | 89       |
| 3 | Молдова  | 104  | Грузія   | 87       |
| 4 | Литва    | 101  | Литва    | 83       |
| 5 | Норвегія | 99   | Молдова  | 77       |

## Нотатки
1. ↑  Згідно з тодішніми правилами Євробачення, фінал складався зі співаків 24 країн. «Велика четвірка» та 10 країн, які посіли з 10 по 1 місце у фіналі минулого конкурсу, автоматично потрапляли до фіналу. Інші 10 країн потрапляють до фіналу з півфіналу. Якщо країна «Великої Четвірки» зайняла з 10 по 1 місце на минулорічному конкурсі, то з півфіналу до фіналу потрапляє 11 країн, і так далі (це залежить від кількості країн «Великої четвірки», які посіли з 10 по 1 місце у фіналі).